# Primaire groep
Een primaire groep is een groep waarbinnen de leden persoonlijke en duurzame relaties met elkaar onderhouden. Deze groepen hebben hun eigen waarden, normen en gedragspatronen. In veel gevallen is het gezin de belangrijkste primaire groep. Het begrip is afkomstig van Charles Cooley. Voorbeelden van primaire groepen zijn de familie, peergroups, een buurtcomité of een andere sociale eenheid die wordt gekenmerkt door interpersoonlijke contacten en samenwerking. Primaire groepen zijn onder andere van belang bij het construeren van de looking-glass self. De sociale verbondenheid is een essentiële voorwaarde voor het voortbestaan van een primaire groep.
Een individu kan deel uitmaken van meer dan één primaire groep, zo kan iemand deel uitmaken van een gezin en zich tegelijkertijd verbonden voelen met andere toneelspelers bij een plaatselijke vereniging waarvan het individu deel uitmaakt. Cooley ziet de maatschappij als een reeks van inclusieve cirkels, waarbij cirkels elkaar kunnen overlappen.
Naderhand is de term secundaire groep ontstaan, voor groepen waar de relatie formeler en doelgerichter is. Deze groepen kunnen ook veel groter zijn. Een voorbeeld van zo'n secundaire groep is de bureaucratie.

## Het belang van primaire groepen
Individuen binnen een primaire groep ontwikkelen - via interpersoonlijk contact - gedeelde idealen en een sociale natuur. In zulke groepen smelten de aparte persoonlijkheden samen tot een geheel, waarbij het individu een 'wij-gevoel' ontwikkelt. Zo kan een individu zich onderdeel van een familie, clan of sportclub voelen, de primaire groep gaat dan deel uitmaken van de eigen identiteit. Hoewel primaire groepen het wij-gevoel via samenwerking bevorderen, kunnen er ook negatieve vormen van contact ontstaan. Zo komen agressie, competitie en conflict vanzelfsprekend ook voor binnen primaire groepen.
Doordat het individu al van jongs af aan wordt gesocialiseerd in primaire groepen, leert het gevoelig te zijn voor de emoties van de ander. Ook leert het individu interacties aangaan. Het individu onttrekt zich van de illusie dat hij centraal staat en dat de wereld om het individu in kwestie draait.